# The Closer
The Closer és una sèrie de televisió nord-americana que mostra el treball de la subcap de la policia de Los Angeles Brenda Johnson, interpretada per l'actriu Kyra Sedgwick. La sèrie es va emetre a TNT entre el 13 de juny del 2005 i el 13 d'agost del 2012.
The Closer va ser creat per James Duff i Shephard/Robin Company en associació amb Warner Bros. Televisió. L'11 de juliol de 2011, la sèrie va començar la seva setena i darrera temporada, havent acabat la seva sisena temporada com el drama més vist. Els darrers sis episodis van començar a transmetre's el 9 de juliol del 2012 amb la seva emissió final el 13 d'agost del 2012. Després del final, es va estrenar la seva sèrie derivada Major Crimes .

## Episodis
Cada episodi de The Closer tracta d'un aspecte de la cultura de Los Angeles, ja que s'enllaça amb l'aplicació de la llei a la megaciutat. L'espectacle tracta temes complexos i subtils de polítiques públiques, ètica, integritat personal i qüestions del bé i del mal. El conjunt de personatges més aviat gran explora la condició humana, tocant les religions individuals, les influències religioses tradicionals en les vides i les comunitats de la societat contemporània, en les temporades de la 1 a la 4. La primera temporada va començar amb l'arribada de Brenda Leigh Johnson al LAPD per dirigir el Priority Murder Squad (PMS), ràpidament rebatejat com a Priority Homicide Division (PHD), un equip que originalment s'ocupava únicament de casos d'assassinat d'alt perfil.
Durant la quarta temporada, un embolic vergonyós amb la premsa sobre quins criteris fan d'un homicidi una prioritat va permetre a Brenda manipular les circumstàncies de manera que la divisió es va actualitzar a una divisió de crims molt més gran amb un abast més i que la majoria de les trames encara se centraven en homicidis. El més important per a les línies argumentals de la sèrie, el paper del comandant Taylor també es va canviar de "rival i adversari intern" al de "subordinat inequívocament lleial", de manera que després va informar directament a Brenda i notablement útil mentre coordinava la interacció entre el MCD i altres unitats.
La cinquena temporada va presentar Mary McDonnell com la capitana Sharon Raydor de la Divisió d'Investigacions de la Força. Raydor i Brenda comencen com a rivals, però a poc a poc desenvolupen un respecte a contracor l'un per l'altre i formen una aliança inquietant. McDonnell va protagonitzar l'spin-off de The Closer, Major Crimes.
Durant l'última temporada, Brenda es troba en dificultats legals civils com a resultat dels esdeveniments de "War Zone" (sisena temporada, episodi vuit), i el LAPD conclou que un subordinat deslleial ha d'estar generant filtracions d'informació des de dins de MCD. Taylor i Raydor prenen un paper actiu en l'intent de combatre el filtrador, i els assumptes legals no arriben a una resolució final fins al final de la sèrie, en l'episodi "The Last Word".
El 10 de desembre de 2010, TNT va anunciar que la setena temporada de The Closer, que va començar la producció a la primavera de 2011, seria l'última. El canal va dir que la decisió de retirar el programa va ser presa per Sedgwick. El 30 gener de 2011, es va anunciar que la temporada final afegiria sis episodis a l'ordre habitual de 15 episodis, construint cap a la sèrie derivada, Major Crimes.

## Repartiment i personatges
El repartiment està format principalment per un conjunt de detectius que formen la divisió de crims majors de ficció de LAPD. Està dirigit per la subdirectora Brenda Leigh Johnson, interpretada per Kyra Sedgwick. Alguns observadors han observat fortes similituds entre Brenda i Jane Tennison, el personatge principal d'Helen Mirren al drama criminal britànic Prime Suspect, amb un article a USA Today que afirmava que The Closer és "una americanització no oficial" del drama britànic. En entrevistes, Sedgwick ha reconegut que el programa té "un deute" amb Prime Suspect i la seva admiració per aquest programa i Mirren van ser els factors que primer la van interessar en el paper.
Altres personatges principals inclouen l'oficial superior de Brenda, el cap adjunt Will Pope (JK Simmons), el comandant de la divisió de robatoris i homicidis Russell Taylor (Robert Gossett) i el seu xicot agent de l'FBI, aleshores marit, Fritz Howard (Jon Tenney). La resta del repartiment constitueix l'esquadra de Brenda, cadascun amb experiència en una àrea específica, com ara la investigació de l'escena del crim o l'activitat de les bandes. La primera i única sortida del repartiment habitual es va produir a la cinquena temporada, quan l'actriu Gina Ravera va marxar i el seu personatge, la detectiu Irene Daniels, va ser traslladat a una altra divisió.
Mary McDonnell, membre del repartiment recurrent a les temporades cinquena i sisena, es va unir al repartiment a temps complet durant la setena temporada, continuant el seu paper com capità Sharon Raydor.
| Actor             | Personatge           | Rang                        | Unitat                                |
| ----------------- | -------------------- | --------------------------- | ------------------------------------- |
| Kyra Sedgwick     | Brenda Leigh Johnson | Subcap de policia           | Homicidis Prioritaris / Crims Majors  |
| JK Simmons        | Will Pope            | Cap adjunt / Cap de policia | Departament de Policia de Los Angeles |
| Corey Reynolds    | David Gabriel        | Sergent / Detectiu          | Homicidis Prioritaris / Crims Majors  |
| Robert Gossett    | Russell Taylor       | Capità / Comandant          | Robatoris i Homicidis                 |
| GW Bailey         | Louie Provença       | Tinent                      | Homicidis Prioritaris / Crims Majors  |
| Tony Denison      | Andy Flynn           | Tinent                      | Homicidis Prioritaris / Crims Majors  |
| Michael Paul Chan | Michael Tao          | Tinent                      | Homicidis Prioritaris / Crims Majors  |
| Raymond Cruz      | Julio Sanchez        | Detectiu                    | Homicidis Prioritaris / Crims Majors  |
| Phillip P. Keene  | Buzz Watson          | Coordinador de vigilància   | Homicidis Prioritaris / Crims Majors  |
| Jon Tenney        | Fritz Howard         | Agent especial              | FBI                                   |
| Gina Ravera       | Irene Daniels        | Detectiu                    | Homicidis Prioritaris / Crims Majors  |
| Mary McDonnell    | Sharon Raydor        | Capità                      | Assumptes interns                     |

## Premis i nominacions
- 2006 - Nominada al Premi del Sindicat d'Actors a la millor actriu de televisió - Drama (Kyra Sedgwick)
- 2006 - Nominada al Premi del Sindicat d'Actors al millor repartiment de televisió - Drama (repartiment)
- 2007 - Nominada al Premi del Sindicat d'Actors a la millor actriu de televisió - Drama (Kyra Sedgwick)
- 2008 - Nominada al Premi del Sindicat d'Actors al millor repartiment de televisió - Drama (repartiment)
- 2008 - Nominada al Premi del Sindicat d'Actors a la millor actriu de televisió - Drama (Kyra Sedgwick)
- 2009 - Nominada al Premi del Sindicat d'Actors a la millor actriu de televisió - Drama (Kyra Sedgwick)
- 2009 - Nominada al Premi del Sindicat d'Actors al millor repartiment de televisió - Drama (repartiment)
- 2009 - Nominada al Premi del Sindicat d'Actors al millor repartiment d'especialistes de televisió (repartiment)
- 2010 - Nominada al Premi del Sindicat d'Actors a la millor actriu de televisió - Drama (Kyra Sedgwick)
- 2010 - Nominada al Premi del Sindicat d'Actors al millor repartiment de televisió - Drama (repartiment)
- 2010 - Nominada al Premi del Sindicat d'Actors al millor repartiment d'especialistes de televisió (repartiment)

Premis Globus d'Or
- 2006 - Nominada al Globus d'Or a la millor actriu de sèrie de televisió - Drama (Kyra Sedgwick)
- 2007 - Guanyadora del Globus d'Or a la millor actriu de sèrie de televisió - Drama (Kyra Sedgwick)
- 2008 - Nominada al Globus d'Or a la millor actriu de sèrie de televisió - Drama (Kyra Sedgwick)
- 2009 - Nominada al Globus d'Or a la millor actriu de sèrie de televisió - Drama (Kyra Sedgwick)
- 2010 - Nominada al Globus d'Or a la millor actriu de sèrie de televisió - Drama (Kyra Sedgwick)

- 2006 - Nominada al Globo de Oro a la mejor actriz de serie de televisión - Drama (Kyra Sedgwick)
- 2007 - Ganadora del Globo de Oro a la mejor actriz de serie de televisión - Drama (Kyra Sedgwick)
- 2008 - Nominada al Globo de Oro a la mejor actriz de serie de televisión - Drama (Kyra Sedgwick)
- 2009 - Nominada al Globo de Oro a la mejor actriz de serie de televisión - Drama (Kyra Sedgwick)
- 2010 - Nominada al Globo de Oro a la mejor actriz de serie de televisión - Drama (Kyra Sedgwick)

Premis Primetime Emmy
- 2006 - Nominada al Primetime Emmy a la millor actriu - Sèrie dramàtica (Kyra Sedgwick)
- 2007 - Nominada al Primetime Emmy a la millor actriu - Sèrie dramàtica (Kyra Sedgwick)
- 2008 - Nominada al Primetime Emmy a la millor actriu - Sèrie dramàtica (Kyra Sedgwick)
- 2009 - Nominada al Primetime Emmy a la millor actriu - Sèrie dramàtica (Kyra Sedgwick)
- 2010 - Guanyadora del Primetime Emmy a la millor actriu - Sèrie dramàtica (Kyra Sedgwick)

Premis Satellite
- 2005 - Guanyadora del premi Millor actriu de sèrie dramàtica (Kyra Sedgwick)
- 2006 - Guanyadora del premi Millor actriu de sèrie dramàtica (Kyra Sedgwick)
- 2007 - Nominada al premi Millor actriu de sèrie dramàtica (Kyra Sedgwick)
- 2008 - Nominada al premi Millor actriu de sèrie dramàtica (Kyra Sedgwick)

Premis WGA
- 2008 - Nominada al Millor serial dramàtic (Michael Alaimo, per l'episodi "L'Arhivador B")

Premis Gracie Allen
- 2006 - Guanyadora del premi Millor actriu de sèrie dramàtica (Kyra Sedgwick)

Premis Imatge Foundation
- 2006 - Guanyador del premi al Millor actor de repartiment (Raymond Cruz)
- 2006 - Nominada al premi Millor actriu de repartiment (Gina Ravera)

Premis People's Choice
- 2009 - Guanyadora del premi Diva dramativa favorita (Kyra Sedgwick)

Premis PRISM
- 2008 - Nominada a Millor episodi - Drama ("Fins que la mort ens separi", primera i segona part)

Premis Saturn
- 2006 - Nominada a Millor sèrie sota sindicació/Cable
- 2007 - Nominada a Millor sèrie sota sindicació/Cable
- 2007 - Nominada a Millor actriu de Televisió (Kyra Sedgwick)
- 2008 - Nominada a Millor sèrie sota sindicació/Cables
- 2008 - Nominada a Millor actriu de Televisió (Kyra Sedgwick)
- 2009 - Nominada a Millor sèrie sota sindicació/Cable
- 2009 - Nominada a Millor actriu de Televisió (Kyra Sedgwick)
- 2010 - Nominada a Millor sèrie sota sindicació/Cable
- 2010 - Nominada a Millor actriu de Televisió (Kyra Sedgwick))

Premis NAACP Image
- 2010 - Nominat a Millor actor de repartiment - Drama (Corey Reynolds)